# NGC 4856
NGC 4856 est une galaxie lenticulaire située dans la constellation de la Vierge. Sa vitesse par rapport au fond diffus cosmologique est de 1 682 ± 24 km/s, ce qui correspond à une distance de Hubble de 24,8 ± 1,77 Mpc (∼80,9 millions d'al). NGC 4856 a été découverte par l'astronome germano-britannique William Herschel en 1785.
NGC 4856 présente une large raie HI.
À ce jour, deux mesures non basées sur le décalage vers le rouge (redshift) donnent une distance de 22,550 ± 2,051 Mpc (∼73,5 millions d'al), ce qui est à l'intérieur des valeurs de la distance de Hubble.

## Morphologie
Eskridge, Frogel et Pogge ont publié un article en 2002 décrivant la morphologie de 205 galaxies spirales ou lenticulaires rapprochées. Les observations ont été réalisées dans la bande H de l'infrarouge et dans la bande B (le bleu). Selon Eskridge et ses collègues, NGC 4856 est de type SO/a dans la bande B et dans la bande H. Le noyau est elliptique et condensé au centre présentant de petites variations d'angle de position. bulbe est très grand et lumineux, sans aucun signe de barre. Cette galaxie est très inclinée. Des bras trapus, lisses et à faible contraste émergent du renflement et se fondent rapidement dans l'ensemble de l'émission de disque. Le disque est symétrique et sans particularités en dehors des bras trapus. 

## Groupe de NGC 4856
NGC 4856 fait partie d'une petit groupe de galaxies qui porte son nom. Le groupe de NGC 4856 comprend au moins cinq galaxies. Les autres galaxies du groupe sont MCG -2-33-88, MCG -3-33-27, MCG -3-33-32 et MCG -2-33-82.